# Lukáš Mihalák
Lukáš Mihalák (* 7. Oktober 1908 in Ždiar; † 24. November 1988 in Žďár nad Sázavou) war ein tschechoslowakischer Skilangläufer.
Mihalák nahm an den Olympischen Winterspielen 1936 in Garmisch-Partenkirchen teil. Dabei belegte er den zehnten Platz über 18 km und den fünften Rang mit der Staffel. Den Lauf über 50 km beendete er vorzeitig.